# Tahith Chong
Tahith Chong (Willemstad, Curazao, 4 de diciembre de 1999) es un futbolista neerlandés que juega como delantero en el Luton Town F. C. de la League One de Inglaterra.
Ha jugado para el equipo nacional de los Países Bajos desde la categoría sub-17 hasta la sub-21.

## Trayectoria

### Inicios
Chong nació en Willemstad, Curazao y es de ascendencia china. Se mudó a Róterdam, Países Bajos, para intentar entrar a un club profesional. Chong se unió a las divisiones inferiores del Feyenoord a los 10 años, y atrajo el interés de varios clubes de la Premier League a la edad de 16 años. En septiembre de 2014, Chong participó en la Manchester Premier Cup en el Campo de Entrenamiento de Carrington, donde fue visto por ojeadores del Manchester United. A principios de 2016, Chong estaba a punto de unirse al Chelsea.

### Manchester United
En abril de 2016, Chong anunció que se uniría al Manchester United después de que Feyenoord no «hiciera un plan» para él. La transferencia se hizo oficial tres meses después de recibir la autorización internacional. Al completar un traspaso al Manchester United, los padres de Chong también se mudaron a Inglaterra. Inicialmente, se unió al equipo sub-18, Chong anotó el único gol de su club en su campaña en la FA Youth Cup 2016–17, ya que sufrieron una salida temprana en tercera ronda contra el Southampton. Al mes siguiente, fue descartado por el resto de la temporada después de sufrir una lesión en el ligamento cruzado. Tras regresar diez meses después para el equipo Sub-23, Chong pasó a ser nombrado Jimmy Murphy Young Player of the Year en mayo de 2018.
En julio de 2018, Chong fue convocado al primer equipo para su gira de pretemporada en los Estados Unidos. En su juego de apertura, fue suplente ingresando en la segunda mitad en un empate 1–1 contra el Club América, seguido de su empate sin goles ante los San Jose Earthquakes. Chong también hizo apariciones en las derrotas ante el Liverpool y el Bayern Múnich.
El 23 de octubre fue convocado como suplente por primera vez en la derrota por 1-0 de su equipo ante la Juventus en la Liga de Campeones de la UEFA. Tras el nombramiento de Ole Gunnar Solskjær como mánager interino, Chong fue convocado como sustituto en una victoria por 2-0 ante el Newcastle United. Tres días después, hizo su debut competitivo reemplazando a Juan Mata en el minuto 62 en una victoria por la FA Cup 2-0 contra el Reading.

## Selección nacional

### Juveniles
Chong representó a la selección nacional de los Países Bajos en el UEFA Euro Sub-17 2016 y marcó el único gol en la victoria de cuartos de final contra Suecia.

## Estadísticas

### Clubes
Actualizado de acuerdo al último partido jugado el 3 de mayo de 2025.
| Club | Div.          | Temporada     | Liga nacional(1) | Liga nacional(1) | Copas nacionales(2) | Copas nacionales(2) | Torneos internacionales(3) | Torneos internacionales(3) | Total | Total | Media goleadora |
| Club | Div.          | Temporada     | Part.            | Goles            | Part.               | Goles               | Part.                      | Goles                      | Part. | Goles | Media goleadora |
| --- | ------------- | ------------- | ---------------- | ---------------- | ------------------- | ------------------- | -------------------------- | -------------------------- | ----- | ----- | --------------- |
| Manchester United F. C. Inglaterra | 1.ª           | 2018-19       | 2                | 0                | 1                   | 0                   | 1                          | 0                          | 4     | 0     | 0               |
| Manchester United F. C. Inglaterra | 1.ª           | 2019-20       | 3                | 0                | 3                   | 0                   | 6                          | 0                          | 12    | 0     | 0               |
| Manchester United F. C. Inglaterra | Total club    | Total club    | 5                | 0                | 4                   | 0                   | 7                          | 0                          | 16    | 0     | 0               |
| S. V. Werder Bremen · Alemania | 1.ª           | 2020-21       | 13               | 0                | 2                   | 1                   | —                          | —                          | 15    | 1     | 0.07            |
| S. V. Werder Bremen · Alemania | Total club    | Total club    | 13               | 0                | 2                   | 1                   | 0                          | 0                          | 15    | 1     | 0.07            |
| Club Brujas · Bélgica | 1.ª           | 2020-21       | 10               | 0                | 3                   | 1                   | 0                          | 0                          | 13    | 1     | 0.08            |
| Club Brujas · Bélgica | Total club    | Total club    | 10               | 0                | 3                   | 1                   | 0                          | 0                          | 13    | 1     | 0.08            |
| Birmingham City F. C. Inglaterra | 2.ª           | 2021-22       | 20               | 1                | 0                   | 0                   | —                          | —                          | 20    | 1     | 0.05            |
| Birmingham City F. C. Inglaterra | 2.ª           | 2022-23       | 38               | 4                | 3                   | 0                   | —                          | —                          | 41    | 4     | 0.1             |
| Birmingham City F. C. Inglaterra | Total club    | Total club    | 58               | 5                | 3                   | 0                   | 0                          | 0                          | 61    | 5     | 0.08            |
| Luton Town F. C. Inglaterra | 1.ª           | 2023-24       | 33               | 4                | 5                   | 1                   | —                          | —                          | 38    | 5     | 0.13            |
| Luton Town F. C. Inglaterra | 2.ª           | 2024-25       | 30               | 2                | 1                   | 0                   | —                          | —                          | 31    | 2     | 0.06            |
| Luton Town F. C. Inglaterra | Total club    | Total club    | 63               | 6                | 6                   | 1                   | 0                          | 0                          | 69    | 7     | 0.1             |
| Total carrera | Total carrera | Total carrera | 149              | 11               | 18                  | 3                   | 7                          | 0                          | 174   | 14    | 0.08            |
| (1)Incluidos los datos de la Premier League (2018-19), Bundesliga (2020-21) y Pro League (2021-act.) (2)Incluidos los datos de la FA Cup (2018-19), DFB-Pokal (2020-21) y Copa de Bélgica (2021-act.) (3)Incluidos los datos de la Liga de Campeones de la UEFA (2018-19) y Liga Europa de la UEFA (2019-20) |               |               |                  |                  |                     |                     |                            |                            |       |       |                 |

## Palmarés

### Títulos nacionales
| Título                      | Club        | País    | Año  |
| --------------------------- | ----------- | ------- | ---- |
| Primera División de Bélgica | Club Brujas | Bélgica | 2021 |